# Isabela Souza
Isabela Souza (Belo Horizonte, Minas Gerais; 13 de enero de 1998) es una actriz, cantante, compositora y modelo brasileña. Es conocida principalmente por interpretar a Brida en la serie de televisión Juacas, de Disney Channel Brasil y a Beatriz "Bia" Urquiza en la serie Bia, de Disney Channel Latinoamérica.

## Biografía
Isabela Souza nació el 13 de enero de 1998 en Belo Horizonte, Minas Gerais. A los 10 años, se mudó junto a su familia a Río de Janeiro y comenzó su formación artística en el Centro de Capacitação Profissional em Artes Cênicas.
Su primera experiencia actoral profesional fue en 2014 en la obra de teatro Verano interminable.
En el año 2016, fue seleccionada en un casting para interpretar a Brida en Juacas, una serie original de Disney Channel Brasil. En la misma, participó del elenco principal en la primera temporada (2017), y tuvo una participación estelar en la segunda temporada (2019).
En 2018, interpretó el tema «Minha Vez», para la banda sonora de la serie animada, Elena de Ávalor.
En mayo de 2018, fue seleccionada para interpretar a Beatriz «Bia» Urquiza, personaje protagonista de la serie original de Disney Channel Latinoamérica, Bia junto a su coprotagonista, el actor de origen español Julio Peña Fernández. Para el rodaje de la serie, Souza tuvo que mudarse a Buenos Aires, Argentina y aprender español para interpretar a su personaje.
En el año 2019 formó parte del videoclip musical de la canción «Seré tu héroe» del actor y cantante mexicano Michael Ronda, siendo la protagonista del mismo. En el mismo año, fue convocada para ser parte de la banda sonora de Latinoamérica y Brasil de la película Aladdín donde interpretó «Callar» y «Ninguem me cala», versiones en Español y Portugués de la canción «Speechless». Además, participó en un cover de la canción «Sign of the times», con la también actriz y cantante Agustina Palma.
La actriz en ese año es nominada a los Meus Prêmios Nick de Brasil a la categoría de Artista de TV Femenina. En el mes de noviembre de 2019, interpretó un cover, junto al actor y cantante ecuatoriano Jandino, de la canción «Oye». En enero de 2020, se anunció que Souza sería parte del jurado en el Festival de Viña del Mar en Chile. En abril del mismo año, lanza el sencillo «Vamos a mi ritmo», canción de Lasso en colaboración con Isabela, que forma parte del EP «Cuatro Estaciones: Primavera».
En el mes de agosto del mismo año, Nickelodeon anunció la nominación de Souza en los premios de la cadena, Kids' Choice Awards México 2020, en la categoría de Actriz Favorita, siendo la premiada.
A fines de 2020, se anunció el estreno de un especial de la serie Bia, titulado Bia: Un mundo al revés. El mismo se estrenó en la plataforma digital de Streaming Disney+ en febrero de 2021. En el mes de julio del mismo año lanzó dos canciones junto a la cantante Vitória Frozi, un cover de la canción «Anyone» de Justin Bieber, y la canción autoral «Cliché».
En 2022 protagonizó el videoclip de la canción «Te quiero» del cantante brasileño Lucas Pretti.

## Vida personal
En febrero de 2024 se casó con Rafael Florenzano en Río de Janeiro.

## Filmografía
| Año           | Título                                               | Rol                   | Notas                                              |
| ------------- | ---------------------------------------------------- | --------------------- | -------------------------------------------------- |
| 2017 - 2019   | Juacas                                               | Brida                 | Protagonista (temporada 1); invitada (temporada 2) |
| 2019 - 2020   | Bia                                                  | Beatriz «Bia» Urquiza | Protagonista                                       |
| 2020          | Festival Internacional de la Canción de Viña del Mar | Ella misma            | Miembro del jurado                                 |
| 2021          | Bia: un mundo al revés                               | Beatriz «Bia» Urquiza | Especial web                                       |
| 2024-presente | A Caverna Encantada                                  | Profesora Pilar       | Elenco principal                                   |

| Año  | Título              | Rol | Notas                        |
| ---- | ------------------- | --- | ---------------------------- |
| 2014 | Verano interminable | —   | Papel debut [cita requerida] |

## Discografía
Bandas sonoras
- Así yo soy (2019)
- Si vuelvo a nacer (2019)
- Grita (2020)
- Bia: Un mundo al revés (2021)

Sencillos en solitario y colaboraciones
- «Minha vez» (2018)
- «Sing of the times - Cover» ft. Agustina Palma (2019)
- «Ninguém me cala» (2019)
- «Callar» (2019)
- «Oye - Cover» ft. Jandino (2019)
- «Vamos a mi ritmo» ft. Lasso (2020)
- «Anyone - Cover» ft. Vitória Frozi (2021)
- «Cliché» ft. Vitória Frozi (2021)

## Premios y nominaciones
| Año  | Premiación                 | Categoría                   | Trabajo      | Resultado |
| ---- | -------------------------- | --------------------------- | ------------ | --------- |
| 2019 | Meus Prêmios Nick          | Artista de TV femenina      | Bia / Juacas | Nominada  |
| 2020 | Kids' Choice Awards México | Actriz favorita             | Bia          | Ganadora  |
| 2021 | Premios Lo Más Escuchado   | Actriz del año              | Bia          | Ganadora  |
| 2021 | SEC Awards                 | Actriz de serie adolescente | Bia          | Ganadora  |